# Volvarina evanida
Volvarina evanida is een slakkensoort uit de familie van de Marginellidae. De wetenschappelijke naam van de soort is voor het eerst geldig gepubliceerd in 1846 door G.B. Sowerby II.